# Heaval
Heaval (gälisch: Sheabhal) ist ein Hügel auf der schottischen Hebrideninsel Barra. Es handelt sich um den höchsten Punkt der Insel. Die 383 m hohe Erhebung befindet sich etwa 1,5 Kilometer nordöstlich von Castlebay, dem Hauptort der Insel, der auch die nächstgelegene Siedlung ist. Als zweit- beziehungsweise dritthöchste Erhebungen auf Barra folgen Ben Tangaval mit 332 m und Ben Cliad mit 206 m. An der Südflanke ist eine marmorne Madonnenstatue aufgestellt. Für Wanderungen auf den Heaval sind verschiedene Routen beschrieben.

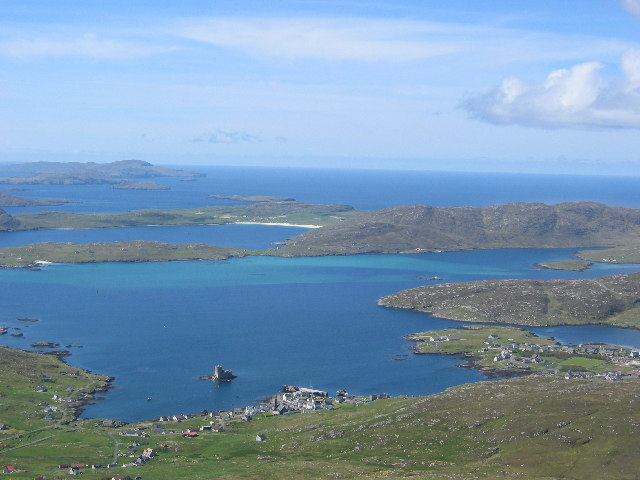
Blick von der Hügelkuppe nach Süden über Castlebay
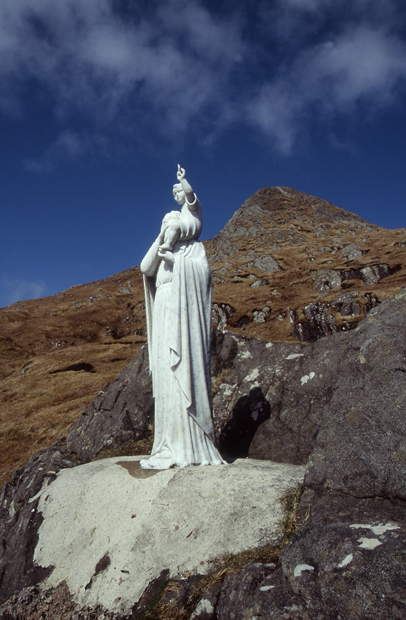
Madonnenstatue an der Südflanke